# Martin (Michigan)
Martin is een plaats (village) in de Amerikaanse staat Michigan, en valt bestuurlijk gezien onder Allegan County.

## Demografie
Bij de volkstelling in 2000 werd het aantal inwoners vastgesteld op 435.
In 2006 is het aantal inwoners door het United States Census Bureau geschat op 417, een daling van 18 (-4,1%).

## Geografie
Volgens het United States Census Bureau beslaat de plaats een oppervlakte van
2,3 km², geheel bestaande uit land. Martin ligt op ongeveer 253 m boven zeeniveau.

## Plaatsen in de nabije omgeving
De onderstaande figuur toont nabijgelegen plaatsen in een straal van 20 km rond Martin.